# باشگاه فوتبال العروبه یمن
باشگاه العروبه یمن (به عربی: نادي العروبة الرياضي الثقافي) یک باشگاه فوتبال یمنی که در شهر صنعا، یمن واقع شده‌است. در سال ۲۰۰۸ تأسیس شد.

## دستاوردها
- یمنی لیگ: ۱

یمنی لیگ ۲۰۱۰–۱۱

## عملکرد در مسابقات AFC
- جام ای اف سی ۲۰۱۲: ۱ دوره حضور

| تیم                  | بازی | برد | تساوی | باخت | گ ز | گ خ | ت گ | امتیاز |
| -------------------- | ---- | --- | ----- | ---- | --- | --- | --- | ------ |
| کینگ فیشر بنگال شرقی | ۰    | ۰   | ۰     | ۰    | ۰   | ۰   | ۰   | ۰      |
| کاظمه                | ۰    | ۰   | ۰     | ۰    | ۰   | ۰   | ۰   | ۰      |
| اربیل                | ۰    | ۰   | ۰     | ۰    | ۰   | ۰   | ۰   | ۰      |
| العروبه              | ۰    | ۰   | ۰     | ۰    | ۰   | ۰   | ۰   | ۰      |